# Arthur Walsh

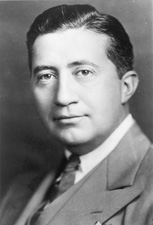
Arthur Walsh

Arthur Walsh (* 26. Februar 1896 in Newark, New Jersey; † 13. Dezember 1947 in New York City) war ein US-amerikanischer Politiker (Demokratische Partei), der den Bundesstaat New Jersey im US-Senat vertrat.
Als Kind besuchte Arthur Walsh die öffentlichen Schulen, erhielt aber auch Privatunterricht. Nachdem er seine Ausbildung an der School of Commerce der New York University abgeschlossen hatte, war er beruflich zunächst als Violinist tätig und spielte bei Schallplattenproduktionen von Thomas Alva Edison. Später nahm er in Edisons Unternehmen eine führende Position ein. Während des Ersten Weltkrieges diente Walsh als Sergeant im United States Marine Corps, aus dem er 1919 ausschied. Danach war er zwischen 1929 und 1932 Lieutenant in der Marinereserve sowie von 1941 bis 1943 Colonel in der Nationalgarde von New Jersey.
Sein erstes öffentliches Amt übte Walsh von 1932 bis 1933 als Mitglied der Workmen's Compensation Investigating Commission von New Jersey aus, einer Untersuchungskommission zur Arbeitssicherheit. Von 1934 bis 1935 fungierte er als Direktor der Federal Housing Administration für New Jersey; danach wurde er in Washington stellvertretender Leiter dieser Behörde, für die er bis 1938 arbeitete. Von 1941 bis 1942 saß er im obersten Bildungsausschuss (Board of Regents) seines Staates; 1943 wurde er Direktor der Amerikanisch-Russischen Handelskammer und später oberster Beamter (Commissioner) der Port Authority of New York and New Jersey.
Politisch betätigte sich Walsh erstmals 1940, als er bei der Präsidentschaftswahl dieses Jahres für die Demokraten dem Electoral College angehörte, das Präsident Franklin D. Roosevelt in seine dritte Amtszeit wählte. Nach dem Tod von US-Senator William Warren Barbour am 22. November 1943 wurde er zu dessen Nachfolger im Kongress ernannt. Walsh nahm sein Mandat in Washington vom 26. November 1943 bis zum 7. Dezember 1944 wahr. Zur Nachwahl, die der Republikaner Howard Alexander Smith gewann, trat er nicht an. Während seiner Zeit im Senat stand er unter anderem dem Marineausschuss vor. In der Folge betätigte Walsh sich wieder als Geschäftsmann. Er starb 1947 in New York und wurde in East Hanover beigesetzt.